# (55477) Soroban
(55477) Soroban est un astéroïde de la ceinture principale.

## Description
(55477) Soroban est un astéroïde de la ceinture principale. Il fut découvert le 18 octobre 2001 à Shishikui par Hiromu Maeno. Il présente une orbite caractérisée par un demi-grand axe de 3,16 UA, une excentricité de 0,20 et une inclinaison de 2,8° par rapport à l'écliptique.

## Compléments